# Lepidopleurina
Lepidopleurina is een onderorde van keverslakken.

## Kenmerken
De vertegenwoordigers van de onderorde Lepidopleurina hebben altijd onbedekte schelpstukjes zonder inkepingen (incisuren) aan de rand.  Het achtste stukje is in een voor- en achterveld verdeeld.  De kalklichaampjes zijn primitief of ontbreken.

## Taxonomie
De volgende families zijn bij onderorde ingedeeld:
- Abyssochitonidae Dell'Angelo & Palazzi, 1989
- Hanleyidae Bergenhayn, 1955
- Leptochitonidae Dall, 1889 (Pissebedkeverslakken)
- Nierstraszellidae Sirenko, 1992
- † Protochitonidae Ashby, 1925

## Gesynonimiseerd
- Ferreiraellidae Dell'Angelo & Palazzi, 1991 => Abyssochitonidae Dell'Angelo & Palazzi, 1989
- Lepidopleuridae Pilsbry, 1892 => Leptochitonidae Dall, 1889
- Xylochitonidae Gowlett-Holmes & Jones, 1992 => Abyssochitonidae Dell'Angelo & Palazzi, 1989